# 安定多数
安定多数（あんていたすう）とは、国会で政権与党が安定した国会運営を行うために必要な議席数をいう。特に衆議院の議席数に対して使われる。

## 概説
日本国憲法では、国会の議決によって指名された国会議員が内閣総理大臣に任命され（第67条、第6条第1項）、内閣総理大臣が国務大臣を任命して内閣を組織し、内閣は行政権の行使について国会に対し連帯して責任を負うと定める（第68条第1項、第66条）。この一連の仕組みを議院内閣制という。国会は衆議院および参議院の両議院で構成され（第42条）、各議院の議決は一部の例外を除き「出席議員の過半数」で決するため（第56条第2項）、議院内閣制の下では、通常、内閣の意思と国会の議決によって示される意思内容は大筋で一致する。したがって、内閣と国会における与党（多数党）は、協働して国政を運営することが想定されている。
国会の議決の内容は、多くの場合、衆議院の議席の過半数と参議院の議席の過半数をそれぞれ占めれば、決定することができる。ただし、日本国憲法では、内閣総理大臣の指名、法律の制定、予算の決定など、重要な事柄について衆議院の優越を定めているため、衆議院の議席の多数を占めれば、内閣総理大臣を選定・指名して、政権与党となることができる。このため、衆議院における議席数が特に重視され、政党は衆議院の議席の過半数を占めることを目指して、衆議院議員総選挙で争う。
しかし、政権与党としては、衆議院の議席の過半数を占めただけでは、安定した国会運営を行うためには十分な議席数ではない。なぜならば、国会における審議は、各議院の中に設置された委員会での審議を中心とする委員会中心主義が採用されているからである（国会法第40条以下、第56条第2項・第3項）。大日本帝国憲法に定められた帝国議会ではイギリス議会に範をとって法案の審議を本会議中心に進める読会制を採っていた（議院法）のに対して、日本国憲法に定められた国会はアメリカ合衆国議会に範をとって委員会を中心に行う委員会制が採られている（国会法）。
委員会には、常設の常任委員会と特に必要があると認めた案件などについて審査する特別委員会の二種がある（国会法第40条）。議院に発議・提出された議案は、議長が適当の委員会に付託し、その審査を経て本会議に付する（国会法第56条第2項）。委員会の審議で議院の本会議に付するを要しないと決定した議案は、原則として本会議に付されない（同条第3項）。したがって、安定した国会運営を行うためには、本会議における過半数の議席を占めるだけでは足りず、委員会における過半数を占められるだけの議席も必要となる。なお、各議院は委員の中から常任委員長を選び（国会法第25条）、委員会の議事で可否同数のときは委員長が決する（同第50条）。そのため、委員の半数に委員長の数を足した議席を占めれば、委員会の審議も与党がリードできる。この、委員の半数に委員長の数を占められるだけの議席数が安定多数と呼ばれる。そして、委員の過半数に委員長の数を占められるだけの議席数は絶対安定多数と呼ばれる。
さらに、日本国憲法において議決数が加重されている事柄を決するために必要な議席数は圧倒的多数と呼ばれる。この圧倒的多数が必要な事項には、「出席議員の三分の二以上」が必要な秘密会の開会（第57条第1項）、議員の除名（第58条第2項但し書）、衆議院による法律案の再議決（第59条第2項）や、「各議院の総議員の三分の二以上」は必要な憲法の改正の発議（第96条第1項）がある。

## 政治史における安定多数
常任委員長は、各議院において各々その常任委員の中からこれを選挙するため（国会法第25条）、理論的には、議院の議席の過半数を占めていれば、全ての常任委員長ポストを第一党（多数党・与党）が占めることもできる。しかし、衆議院で第一党となった政党が常任委員長を独占していたのは昭和40年代初め頃までで、その後は獲得議席数に比例して野党にも委員長ポストを配分することが慣例化している。それでも政権与党に絶対安定多数があれば、いくつかの委員会で野党に委員長を渡したとしても、全委員会における与党の絶対的優位は変わらない。したがって、安定多数、絶対安定多数の数字のもつ意味は依然として大きい。
安定多数や絶対安定多数は衆議院・参議院いずれの選挙の際にも使われる語だが、一般には全議席が改選される衆議院議員総選挙のときに用いられる。衆議院総選挙となると与野党の執行部メンバーは口々に「勝敗ライン」（獲得議席数による勝ち負け判定基準）を発表するが、迂闊に過分な議席数を目算して実際の獲得議席がそれを下回った場合には自らの責任を問われ、進退問題にもつながりかねない。そのため、「連立与党で過半数」「我が党で過半数」などと控えめな表現で見込みを示すことが多い。この「低めの目標」を示す慣習も、自民党の党内対立が激化した後に生じたものであって、自民党が常に与党（過半数の議席維持）という55年体制が確立した1960年代から70年代初め頃までは、一様に「安定多数」が目標とされていた。

## 現行法による安定多数
衆議院を例にとると、定数は465であるから過半数は233である。
衆議院には17の常任委員会があり、各委員会の委員は獲得議席数に比例して配分されるので、これら全ての委員会で委員の半数を確保し、かつ委員会の招集や採決を決める権限や可否同数の場合の委員長決裁権をもつ委員長を出すのに必要な議席数は244となる。これが安定多数である。そして、すべての常任委員会で委員の過半数を確保し、委員長決裁に頼ることなく法案の委員会通過を可能とするのに必要な議席数は261となる。これが絶対安定多数である。
さらに、憲法改正の発議など、憲法に定める特定の事項を議決するためには3分の2以上の議席が必要なので310となり、これが圧倒的多数と呼ばれる。
| 表現         | 議席数 | 議席数 | 内容 |
| 表現         | 衆議院 | 参議院 | 内容 |
| ------------ | ------ | ------ | --- |
| 定数         | 465    | 248    | 議員の総数（公職選挙法第4条第1項、第2項） |
| 過半数       | 233    | 125    | 本会議でほぼ全ての法案を可決するのに必要な議席数（日本国憲法第56条第2項「出席議員の過半数」参照） |
| 安定多数     | 244    | 131    | 全ての常任委員会で委員の半数を確保し、かつ各委員会で委員長を独占するのに必要な議席数 |
| 絶対安定多数 | 261    | 140    | 全ての常任委員会で委員の過半数を確保し、かつ各委員会で委員長を独占するのに必要な議席数（国会法第50条参照） |
| 圧倒的多数   | 310    | 166    | 秘密会の開催、国会議員の除名（出席議員の3分の2以上、日本国憲法第57条1項但し書、第58条第2項但し書）や憲法改正の発議（総議員の3分の2以上、同第96条）、参議院で否決された場合の衆議院での法案再可決（同第59条第2項）に必要な議席数 |

## 安定多数の計算方法
安定多数と絶対安定多数を計算するには、まず各委員会での安定多数・絶対安定多数に必要な委員数と、その時の全委員会での委員数の合計を考慮しなくてはならない。
- 小数点の数字は、計算上の全与党委員数。
- 整数の数字は、計算上の数字を切り下げた場合の全与党委員数、あるいは安定多数・絶対安定多数に必要な全与党委員数。
- カッコ内の数字は、与党が委員長を出した場合の、残りの与党の委員数と野党の委員数。

| 委員会                                                | 委員会数 | 委員会別 定数         | 占有率 244/465 52.473% の場合 | 委員会別 安定多数 | 占有率 252/465 54.194% の場合 | 委員会別 絶対 安定多数 | 占有率 261/465 56.129%の場合 |
| ----------------------------------------------------- | -------- | --------------------- | ----------------------------- | ----------------- | ----------------------------- | ---------------------- | ---------------------------- |
| 予算                                                  | 1        | 50                    | 26.237 26 (25-24)             | 26 (25-24)        | 27.097 27 (26-23)             | 26 (25-24)             | 28.065 28 (27-22)            |
| 厚生労働 国土交通                                     | 2        | 45                    | 23.613 23 (22-22)             | 23 (22-22)        | 24.387 24 (23-21)             | 24 (23-21)             | 25.258 25 (24-20)            |
| 総務 財務金融 文部科学 農林水産 経済産業 決算行政監視 | 6        | 40                    | 20.989 20 (19-20)             | 21 (20-19)        | 21.677 21 (20-19)             | 21 (20-19)             | 22.452 22 (21-18)            |
| 法務                                                  | 1        | 35                    | 18.366 18 (17-17)             | 18 (17-17)        | 18.968 18 (17-17)             | 19 (18-16)             | 19.645 19 (18-16)            |
| 内閣 外務 環境 安全保障 国家基本政策                  | 5        | 30                    | 15.742 15 (14-15)             | 16 (15-14)        | 16.258 16 (15-14)             | 16 (15-14)             | 16.839 16 (15-14)            |
| 議院運営                                              | 1        | 25                    | 13.118 13 (12-12)             | 13 (12-12)        | 13.548 13 (12-12)             | 14 (13-11)             | 14.032 14 (13-11)            |
| 懲罰                                                  | 1        | 20                    | 10.495 10 (9-10)              | 11 (10-9)         | 10.839 10 (9-10)              | 11 (10-9)              | 11.226 11 (10-9)             |
| 合計                                                  | 17       | 610 （延べの 総定数） | 320.086 308 (291-302)         | 320 (303-290)     | 330.581 322 (305-288)         | 324 (307-286)          | 342.387 334 (317-276)        |

各常任委員会の委員を各会派別に配分する際には、まず本会議での総議員数に対する各会派別議員数の比率を求め(例えば、A党が作る会派が465議席中244議席を占めているなら、比率は244÷465＝52.473%、465議席中252議席を占めているなら、比率は252÷465＝54.194%)、それに一致するように各常任委員会内で各会派別の委員数を調整し、さらに全体でも全常任委員会の委員総定数610の各常任委員会への割り振りを微調整する。
全ての常任委員会で委員長決裁を含めてぎりぎり強行採決が可能となる安定多数を占めるには、上記の表で示されているように、委員総定数610のうち320 (各委員会ごとに安定多数に必要とする委員数を、足しあわせた数) を占めることが最低条件になる。その比率は320÷610＝52.459%である。よって、ある会派が465議席中244議席以上を占めていれば、その会派の比率は244÷465＝52.473%以上となることから、委員総定数610のうち320を確保することができる。
ただし、例えば、その会派が465議席中ちょうど244議席の場合、その会派の比率は244÷465＝52.473%、定数20人の常任委員会では20×52.473%＝10.495人、定数30人の常任委員会では30×52.473%＝15.742人、定数40人の常任委員会では40×52.473%=20.989人となり、計算上では各々の常任委員会の安定多数に必要な11人、16人、21人に達していない。そのため、小数点以下を調整して委員数の割り振りの合計が610×52.688%＝320人になるようにする際に、切り捨てられる可能性が無いとは言えない。しかし、15.742は小数点以下が大きいので切り上げとするのが自然であり、また例えば定数45人の常任委員会の割り当ては45×52.473%＝23.613人だが、安定多数には23で足りるので、“23.613の委員会は23で構わないので、かわりに10.495を切り上げる”、といった調整もできるため、現実的にはすべての常任委員会で安定多数を確保することが可能となる。以上のことから、ある会派が本会議の総議席数の52.473%以上、すなわち465議席中244議席以上を占め、全ての常任委員会で優位に立つことが可能な状態を安定多数と呼ぶ。
さらに、全常任委員会で委員長決裁を必要としない強行採決が可能となる絶対安定多数に必要な委員数の合計は、上記の表で示されているように324であり、その比率は324÷610＝53.115%（465議席中246.985議席）である。よって、これは、現実的には、ある会派の議席が465議席中の247議席、その占有率が53.118%となる場合である。しかし、この比率では25人の議院運営委員会で25×53.118%＝13.2795人となり、議院運営委員長を出しなおかつ過半数13人を占めることになる14人を確保するには今一歩届いていない。比率をもとにした計算で13.5人（13.5÷25＝54.00%、465議席中251.1議席、すなわち現実的には252議席）以上であればほぼ安全だと言えなくもないが、“絶対安定多数”と言えるほどの条件としては、やはり議院運営委員会で明確に14.0人以上となることが必要である。この場合、25×χ％＝14.0、χ＝56.000%であることから、ある会派が全465議席中の56.000%（260.400議席）以上の議席すなわち261議席以上を占めていれば、56.000%以上という条件を満たすことがわかる。よって、この条件を満たした状態、すなわち、ある会派が本会議の総議席数の56.000%以上、つまり261議席以上を占め、定数25の議院運営委員会で14名以上の委員を出すことが可能な状態を絶対安定多数と呼ぶ。